# J. Álvarez
Javid David Álvarez Fernández (Río Piedras, Puerto Rico, 13 december 1983), beter bekend onder zijn artiestennaam J. Álvarez, is een Puerto Ricaanse reggaetonartiest.

## Carrière
Fernández zong vanaf zijn twaalfde vaak voor zijn klasgenoten en leraren. Hij had toen zijn eerste nummer "Lo que ella trae". Hij luisterde naar veel reggaetonartiesten en haalde zijn inspiratie uit de muziek van Tego Calderón en Daddy Yankee. Dankzij zijn neef kwam Álvarez in contact met DJ Nelson en niet lang daarna begonnen zij samen te werken. In 2009 tekende hij een contract met Flow Music. Later dat jaar bracht hij zijn debuutalbum uit: El Dueño Del Systema. Op 7 januari 2010 werd hiervan een speciale editie uitgebracht. Otro Nivel De Música, zijn tweede studioalbum, kwam uit op 20 september 2011. Ook hiervan verscheen een speciale editie, en wel op 1 mei 2012, getiteld Otro Nivel De Música Reloaded. Dit album werd genomineerd als Beste Urban-album voor de Latin Grammy Awards.

## Discografie

### Studioalbums
- 2009: El Dueño Del Sistema
- 2011: Otro Nivel de Música
- 2012: Otro Nivel De Musica: Reloaded
- 2014: De Camino Pa' La Cima
- 2014: De Camino Pa' La Cima: Reloaded
- 2016: Big Yauran
- 2018: La Fama Que Camina
- 2019: La Fama Que Camina vol 1.5
- 2022: El Toque de Midas
- 2023: Barrio Colombia

### Mixtapes
- 2009: El Dueño del Sistema
- 2010: El Movimiento
- 2012: Imperio Nazza: J Alvarez Edition
- 2014: Lo Que No Puede Faltar En Tu Colección
- 2015: Le Canta Al Amor
- 2015: La Fama Que Camina RD
- 2015: Global Service con Carlitos Rossy & Pancho & Castel
- 2015: La Fama Que Camina (Solo Por J Alvarez App)
- 2016: J Alvarez Desde Puerto Rico Live
- TBA: Global Service - Priority Access

### Speciale edities
- 2012: Otro Nivel de Música: Reloaded
- 2012: El Imperio Nazza: J Alvarez Edition

- International Standard Name Identifier: 0000 0003 8429 559X
- Library of Congress Control Number: no2012139880
- MusicBrainz: 75b8a771-52a3-49a0-b2b6-993ed1250dfa
- Virtual International Authority File: 274250375
- WorldCat: E39PBJjd8TcJHKHgt3XJDcp9Dq